# Stanley Woods

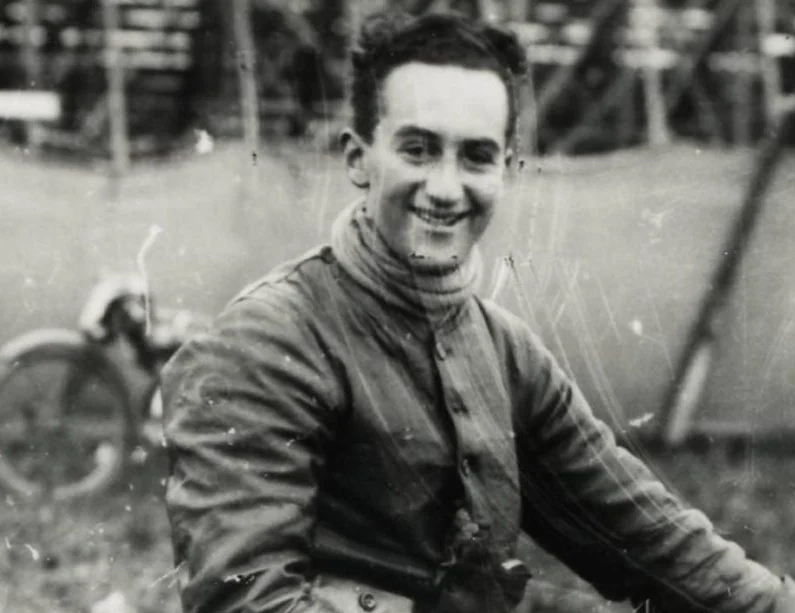
Stanley Woods, 1932

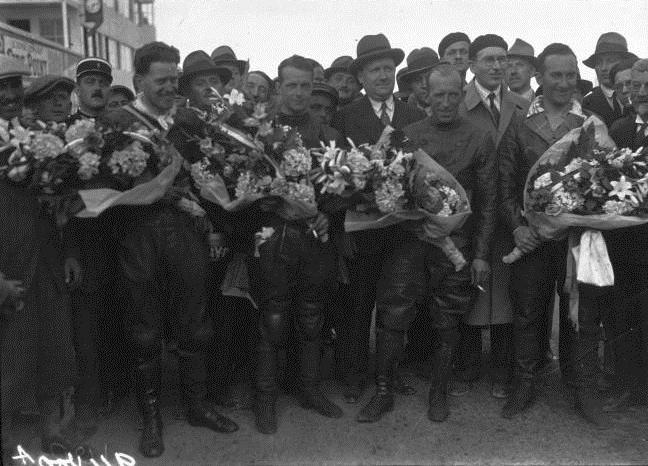
Die Sieger des 13ème Grand Prix de l’UMF im Jahr 1932: Eric Fernihough, Leo Davenport, Jimmie Simpson und Stanley Woods (v. l. n. r.).

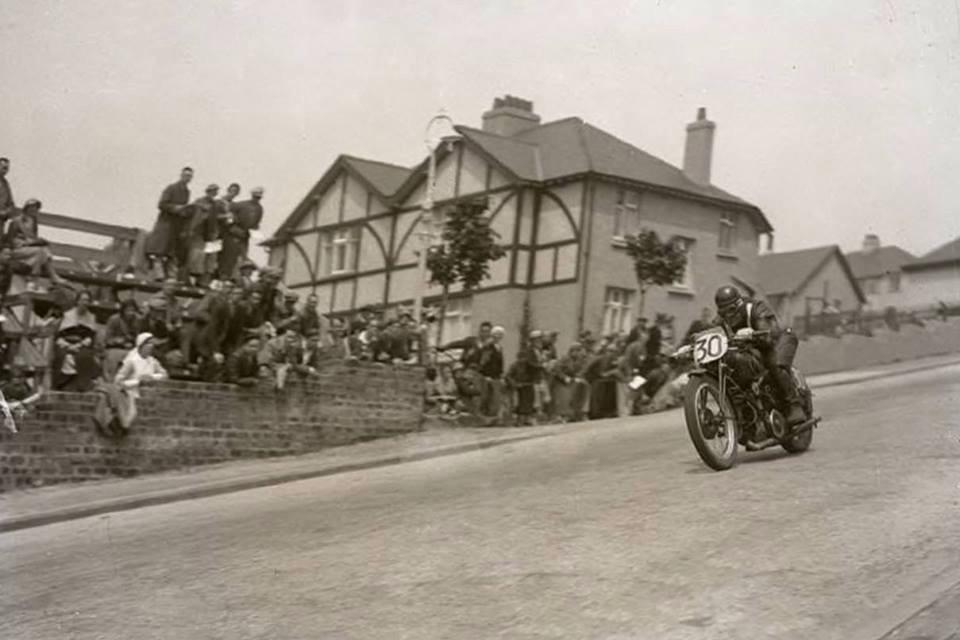
Woods bei der Isle of Man TT 1935 bei Bray Hill

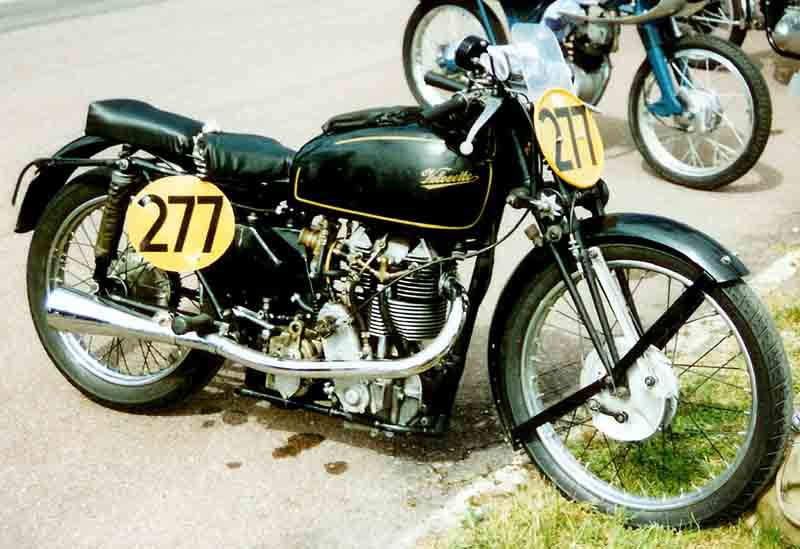
Velocette KTT Mk VIII

Stanley Woods (* 1903 oder November 1904 in Dublin; † 28. Juli 1993 in Castlewellan, County Down) war ein irischer Motorradrennfahrer.
Woods gewann in seiner Laufbahn insgesamt 29 Grand-Prix-Rennen und zehnmal die Isle of Man TT.

## Leben
Woods zählte in den Jahren vor dem Zweiten Weltkrieg zu den bekanntesten Motorsportlern weltweit und war sehr populär. Er wird auch als The World’s First Motorcycle Superstar (Dt: Der erste Motorrad-Superstar der Welt) bezeichnet.
Geboren wurde er als Sohn eines Toffeehändlers, der auf einem Gespann von Harley-Davidson seine Kunden besuchte und seine Waren im Beiwagen transportierte. Nachdem Woods die Maschine wieder zum Solomotorrad umgebaut hatte, bestritt er 1921 damit sein erstes Straßenrennen, das er wegen eines Unfalls aber vorzeitig beenden musste. Stanley Woods führte das Geschäft seines Vaters fort. Später habe er bei jeder Teilnahme an der TT auf der Isle of Man, so wird berichtet, den Pfadfindern, die damals die Punktetafeln bedienten, eine Packung Toffee als Anerkennung mitgebracht. Zur Zeit des Zweiten Weltkrieges bildete er als Kommandant der 2nd Cavalry Squadron für die Irische Armee Kradmelder aus. Woods war Vorsitzender der Fahrervereinigung TTRA (TT Riders Association). 1996 brachte die Irische Post ihm zu Ehren eine Briefmarke mit seinem Konterfei heraus.

## Karriere
Stanley Woods schrieb um 1920/21 namhafte Motorradhersteller mit der Bitte an, ihn unter Vertrag zu nehmen, jedoch ohne Erfolg. Zusammen mit seinem Jugendfreund von Paddy Johnston besuchte er 1921 als Zuschauer die Isle of Man TT. Beide waren sich einig, dass sie imstande wären, dieses schwierige Motorradrennen selbst zu bestreiten. Im folgenden Jahr starteten Johnston auf New Imperial im Lightweight- und Woods auf einer privat erworbenen Cotton im Junior-Rennen. Während Johnston nicht ins Ziel kam, schaffte Woods einen aufsehenerregenden fünften Platz. Im Rennen fing seine Maschine während eines Tankstopps Feuer. Woods löschte es und beendete das Rennen als Fünfter.
Für die folgenden Jahre war er bei Cotton unter Vertrag. 1929 wechselte er zu Norton. Obwohl die Weltwirtschaftskrise sein Gehalt – und damit auch sein Rennbudget – erheblich schmälerte, gewann er für Norton die Tourist Trophy. 1933 verließ der Ire den englischen Hersteller und hatte kurze Zwischenspiele mit Husqvarna in Schweden und DKW in Deutschland, bevor er beim Werksteam des  italienischen Unternehmen Moto Guzzi unter Vertrag ging. Im Jahr 1939, nach der letzten TT bis zum Ende des Krieges, beendete Woods seine aktive Laufbahn mit einem Sieg auf einer Velocette. Woods führte die ewige Bestenliste der Isle of Man TT an, bis er 1967 durch Mike Hailwoods elften Sieg von dort verdrängt wurde. Die Dutch TT in den Niederlanden gewann Stanley Woods sechsmal und nahm an den namhaftesten Grand-Prix-Rennen der damaligen Zeit in Europa teil, bei denen er immer wieder Siege erringen konnte. Mitte der 1930er-Jahre dominierte er die europäischen Rennen. Zum goldenen Jubiläum der TT 1957 fuhr er mit einer 350er Moto Guzzi noch einmal über den Snaefell Mountain Course.

## Statistik

### Erfolge
- 1927 – 350-cm³-Vize-Europameister auf Norton
- 1931 – 500-cm³-Vize-Europameister auf Norton

### Isle-of-Man-TT-Siege
| Jahr | Klasse                | Maschine              | Durchschnittsgeschwindigkeit |
| ---- | --------------------- | --------------------- | ---------------------------- |
| 1923 | Junior (350 cm³)      | Cotton                | 55,73 mph (89,69 km/h)       |
| 1926 | Senior (500 cm³)      | Norton                | 67,54 mph (108,7 km/h)       |
| 1932 | Junior (350 cm³)      | Norton                | 77,16 mph (124,18 km/h)      |
| 1932 | Senior (500 cm³)      | Norton                | 79,83 mph (128,47 km/h)      |
| 1933 | Junior (350 cm³)      | Norton                | 78,08 mph (125,66 km/h)      |
| 1933 | Senior (500 cm³)      | Norton                | 81,04 mph (130,42 km/h)      |
| 1935 | Lightweight (250 cm³) | Moto Guzzi            | 71,56 mph (115,16 km/h)      |
| 1935 | Senior (500 cm³)      | Moto Guzzi            | 84,68 mph (136,28 km/h)      |
| 1938 | Junior (350 cm³)      | Velocette KTT Mk VIII | 84,08 mph (135,31 km/h)      |
| 1939 | Junior (350 cm³)      | Velocette KTT Mk VIII | 83,19 mph (133,88 km/h)      |

### Weitere Siege
| Jahr | Klasse       | Maschine               | Rennen                       | Strecke                        | Durchschnittsgeschwindigkeit |
| ---- | ------------ | ---------------------- | ---------------------------- | ------------------------------ | ---------------------------- |
| 1924 | über 600 cm³ | New Imperial (980 cm³) | Ulster Grand Prix            | Clady Circuit                  | 72,71 mph (117,02 km/h)      |
| 1925 | über 600 cm³ | New Imperial (980 cm³) | Ulster Grand Prix            | Clady Circuit                  | 65,26 mph (105,03 km/h)      |
| 1927 | 500 cm³      | Norton                 | Großer Preis der Schweiz     | Circuit de Meyrin              |                              |
| 1927 | 500 cm³      | Norton                 | Großer Preis von Belgien     | Spa-Francorchamps              |                              |
| 1927 | 500 cm³      | Norton                 | Dutch TT                     | Circuit van Drenthe            |                              |
| 1928 | 350 cm³      | Norton                 | Dutch TT                     | Circuit van Drenthe            |                              |
| 1928 | 500 cm³      | Norton                 | Großer Preis der U.M.F       | Bordeaux                       |                              |
| 1930 | 500 cm³      | Norton                 | Ulster Grand Prix            | Clady Circuit                  | 80,56 mph (129,65 km/h)      |
| 1930 | 500 cm³      | Norton                 | Großer Preis der U.M.F       | Grand Circuit permanent de Pau |                              |
| 1931 | 500 cm³      | Norton                 | Großer Preis von Deutschland | Nürburgring                    |                              |
| 1931 | 350 cm³      | Norton                 | Dutch TT                     | Circuit van Drenthe            |                              |
| 1931 | 500 cm³      | Norton                 | Großer Preis von Belgien     | Spa-Francorchamps              |                              |
| 1931 | 500 cm³      | Norton                 | Großer Preis der Schweiz     | Bremgarten                     |                              |
| 1931 | 500 cm³      | Norton                 | Ulster Grand Prix            | Clady Circuit                  | 86,43 mph (139,1 km/h)       |
| 1932 | 350 cm³      | Norton                 | Dutch TT                     | Circuit van Drenthe            |                              |
| 1932 | 500 cm³      | Norton                 | Großer Preis der U.M.F       | Circuit de Reims-Gueux         |                              |
| 1932 | 500 cm³      | Norton                 | Großer Preis von Belgien     | Spa-Francorchamps              |                              |
| 1932 | 350 cm³      | Norton                 | Großer Preis der Schweiz     | Bremgarten                     |                              |
| 1932 | 500 cm³      | Norton                 | Großer Preis der Schweiz     | Bremgarten                     |                              |
| 1932 | 500 cm³      | Norton                 | Ulster Grand Prix            | Clady Circuit                  | 85,15 mph (137,04 km/h)      |
| 1933 | 500 cm³      | Norton                 | North West 200               |                                |                              |
| 1933 | 350 cm³      | Norton                 | Dutch TT                     | Circuit van Drenthe            |                              |
| 1933 | 500 cm³      | Norton                 | Dutch TT                     | Circuit van Drenthe            |                              |
| 1933 | 500 cm³      | Norton                 | Großer Preis der Schweiz     | Bremgarten                     |                              |
| 1933 | 500 cm³      | Norton                 | Ulster Grand Prix            | Clady Circuit                  | 87,43 mph (140,7 km/h)       |
| 1934 | 250 cm³      | Moto Guzzi             | Großer Preis von Barcelona   | Circuit de Montjuïc            |                              |
| 1934 | 500 cm³      | Moto Guzzi             | Großer Preis von Barcelona   | Circuit de Montjuïc            |                              |
| 1935 | 500 cm³      | Husqvarna 500          | Großer Preis von Schweden    | Saxtorp                        |                              |
| 1936 | 250 cm³      | Velocette              | Großer Preis von Barcelona   | Circuit de Montjuïc            |                              |
| 1939 | 350 cm³      | Velocette              | Ulster Grand Prix            | Clady Circuit                  | 91,65 mph (147,5 km/h)       |